# NUTS:AL
Als Beitrittskandidat der Europäischen Union besteht Albanien (AL) aus  NUTS-Ebenen (Nomenclature des unités territoriales statistiques), die vom Albanischen Institut für Statistik (INSTAT) und Eurostat festgelegt wurden. Diese drei NUTS-Ebenen sind:
- NUTS-1: Albanien

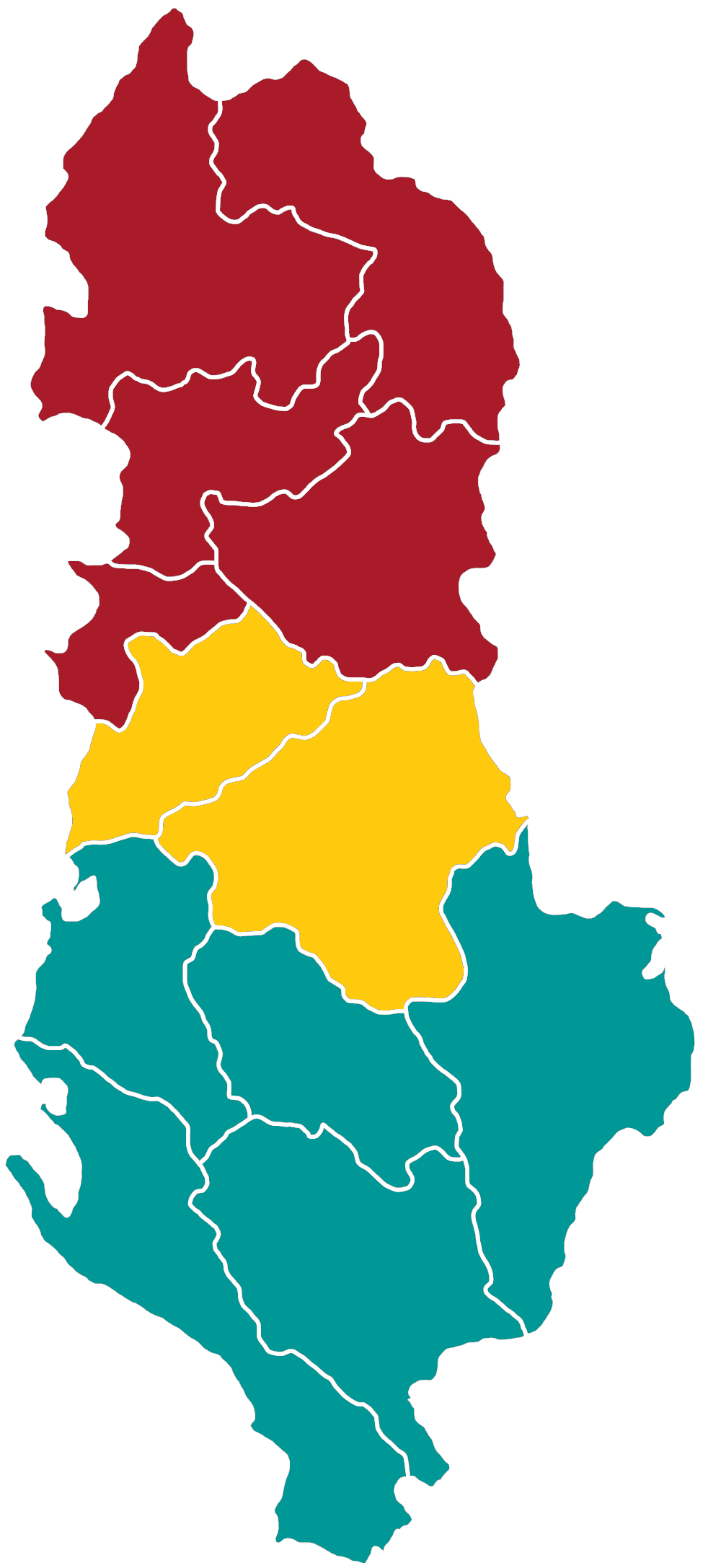
Regionen der NUTS-2-Ebene

- NUTS-2: 3 nicht-administrative Regionen
- NUTS-3: 12 Qarqe. entsprechend der Verwaltungsgliederung Albaniens

Die NUTS-Codes sind:
AL Republik Albanien
AL01 Nordalbanien
AL011 Dibra
AL012 Durrës
AL013 Kukës
AL014 Lezha
AL015 Shkodra
AL02 Zentralalbanien
AL021 Elbasan
AL022 Tirana
AL03 Südalbanien
AL031 Berat
AL032 Fier
AL033 Gjirokastra
AL034 Korça
AL035 Vlora